# Jaguplije
Jaguplije su naselje u Republici Hrvatskoj u Požeško-slavonskoj županiji, u sastavu općine Brestovac.

## Zemljopis
Jaguplije su smještene oko 5 km sjeverno od Brestovca,  susjedna naselja su Stara Lipa na istoku, Požeški Brđani na sjeveru i Skenderovci na zapadu.

## Stanovništvo
Prema popisu stanovništva iz 2011. godine Jaguplije su imale 137 stanovnika.
| broj stanovnika | 247   | 250   | 211   | 265   | 299   | 353   | 332   | 353   | 365   | 359   | 346   | 291   | 238   | 205   | 175   | 137   | 128   |
|                 | 1857. | 1869. | 1880. | 1890. | 1900. | 1910. | 1921. | 1931. | 1948. | 1953. | 1961. | 1971. | 1981. | 1991. | 2001. | 2011. | 2021. |